# Cristina Martín-Prieto
Cristina Martín-Prieto Gutiérrez (* 14. März 1993 in Sevilla) ist eine spanische Fußballspielerin und A-Nationalspielerin.

## Karriere

### Vereine
Martín-Prieto spielte im Alter von 16 Jahren das erste Mal im Seniorinnenbereich für den FC Sevilla in der Primera División, der höchsten Spielklasse im spanischen Frauenfußball. Während ihrer Vereinszugehörigkeit bestritt sie (außer in der Saison 2011/12) 32 Punktspiele, in denen ihr 13 Tore gelangen. Ihr Debüt erfolgte zum Saisonstart am 27. September 2009 bei der 0:2-Niederlage im Auswärtsspiel gegen Sporting Huelva mit Einwechslung für Sonia Garrido Venegas in der 69. Minute. Ihr erstes Tor im Seniorinnenbereich erzielte sie am 13. Dezember 2009 (13. Spieltag) beim 2:2-Unentschieden im Heimspiel gegen Atlético Madrid mit dem Treffer zum 2:0 in der 43. Minute.
Während ihrer fünfjährigen Vereinszugehörigkeit zum Ligakonkurrenten Sporting Huelva bestritt sie 118 Punktspiele und erzielte 49 Tore. Ihr Pflichtspieldebüt erfolgte zum Saisonstart am 8. September 2013 bei der 0:1-Niederlage im Auswärtsspiel gegen den CE Sant Gabriel und dauerte bis zu ihrer Auswechslung in der 64. Minute für Cinta Rodríguez Toronjos.
Anschließend gehörte sie dem auf Teneriffa ansässigen Ligakonkurrenten UD Tenerife sechs Jahre lang an. Für den Verein bestritt sie 139 Punktspiele, in denen sie 41 Tore erzielte.
Von 2022 bis 2024 spielte sie ein zweites Mal für den Ligakonkurrenten FC Sevilla, für den sie 29 Tore in 59 Punktspielen beisteuerte. Mit Beginn der Saison 2024/25 nach Portugal gelangt, spielt sie seitdem für den Erstligisten und amtierenden Meister Benfica Lissabon, der sie am 4. Juli 2024 unter Vertrag nahm.

### Nationalmannschaft
Martín-Prieto kam als Nationalspielerin für den RFES in der Nachwuchsnationalmannschaft der Altersklasse U17 das erste Mal in einem Länderspiel zum Einsatz. Ihr Debüt erfolgte am 21. Oktober 2008 im rumänischen Mogoșoaia beim 3:0-Sieg über die U17-Nationalmannschaft Kroatiens im ersten Spiel der Gruppe 9 der ersten EM-Qualifikationsrunde. Zwei Tage später wurde sie im zweiten Gruppenspiel beim 7:0-Sieg über die U17-Nationalmannschaft Rumäniens in Buftea berücksichtigt; in ihrem letzten Spiel in dieser Altersklasse gelang ihr mit dem Treffer zur 1:0-Führung in der achten Minute ihr erstes Länderspieltor.
Zu ihrem Debüt in der A-Nationalmannschaft kam sie am 25. Oktober 2024 in Almendralejo beim 1:1-Unentschieden im Freundschaftsspiel gegen die Nationalmannschaft Kanadas; mit dem Treffer zum Endstand in der 89. Minute gelang ihr das erstes A-Länderspieltor. Zwei weitere Freundschaftsspiele bestritt sie am 29. Oktober und 29. November 2024, die gegen die Nationalmannschaften Italiens und Südkoreas mit 1:1 unentschieden und mit dem 5:0-Sieg beendet wurden. Am 21. Februar und 8. April 2025 bestritt sie das erste und vierte Spiel der Gruppe A3 im Wettbewerb der Nations-League; dabei gelang ihr im ersten, beim 3:2-Sieg über die Nationalmannschaft Belgiens, das Siegtor in der sechsten Minute der Nachspielzeit der 90-minütigen Spielzeit. Ihr zweites Spiel wurde mit 7:1 gegen die Nationalmannschaft Portugals gewonnen. 
Dem Kader für die Europameisterschaft 2025 zugehörig, kam sie in den ersten beiden Spielen der Gruppe B zum Einsatz; im ersten am 3. Juli 2025 beim 5:0-Sieg über die Nationalmannschaft Portugals, traf sie zum Endstand in der dritten Minute der Nachspielzeit der regulären Spielzeit.

## Erfolge
- Spanische Pokalsiegerin: 2015 (mit Sporting Huelva)